# Закриев, Салман Соипович
Салман Соипович Закриев (род. 2 декабря 1967, Шалинский район, Чечено-Ингушская АССР) — чеченский политик, первый заместитель председателя Парламента Чечни.

## Биография
В 1986—1988 служил в Советской армии. В 1993 году окончил экономический факультет Чеченского государственного университета, а в 2009 году — Махачкалинский институт финансов и права.
В 1988 году, после окончания Чеченского университета, работал на строительных предприятиях Чечни. Впоследствии перешёл на работу в правоохранительные органы республики, работал линейным механиком в Грозненском дорожно-эксплуатационном предприятии. В 2002—2005 годах работал в системе МВД Чечни.
С ноября 2005 года — депутат Народного собрания Парламента ЧР первого созыва от Курчалоевского избирательного округа. В январе 2006 года стал заместителем председателя Народного собрания. Также возглавлял комитет по строительству и ЖКХ, временные комиссии по контролю над компенсационными выплатами и по контролю над строительством и восстановлением социальной сферы ЧР.
12 октября 2008 года избрался депутатом Парламента республики второго созыва, а 30 октября был избран первым заместителем Председателя Парламента.
8 сентября 2013 года был избран депутатом Парламента ЧР третьего созыва. 26 сентября 2013 года избран первым заместителем Председателя Парламента третьего созыва.
С 29 июня по 3 июля 2015 года после смерти Дукувахи Абдурахманова исполнял обязанности Председателя Парламента.

## Награды
- Человек года (2006) — за вклад в восстановление республики и благотворительную деятельность;
- Орден имени Ахмата Кадырова;
- Орден «За развитие парламентаризма в Чеченской Республике»;
- Медаль «За заслуги перед Чеченской Республикой»;
- Медаль «Памяти Ахмат—Хаджи Кадырова, первого Президента Чеченской Республики» (2 февраля 2017) — за исключительные заслуги перед Чеченской Республикой, деятельность, получившую общественное признание
- Памятная медаль «За воинское братство»;
- Медаль «За укрепление боевого содружества»;
- Благодарственные письма Главы Чеченской Республики;
- Почётная грамота Народного Собрания Парламента Чеченской Республики;
- Почётная грамота Парламента Чеченской Республики;
- Благодарность Председателя Государственной Думы ФС РФ Б. В. Грызлова «За существенный вклад в развитие законодательства Российской Федерации и парламентаризма в Российской Федерации»;
- Благодарственное письмо от имени Председателя Центральной Избирательной комиссии РФ В. Е. Чурова;
- Благодарности Парламента Чеченской Республики;
- Заслуженный строитель Чеченской Республики (2009);
- Почётный гражданин Чеченской Республики (2010);
- Юбилейная медаль «60 лет Ахмат-Хаджи Кадырову, первому Президенту Чеченской Республики».

## Санкции
2 ноября 2023 года, на фоне российского вторжения на Украину, включён в блокирующий санкционный список США.